# Escándalo por filtración y alteración de datos en la AFIP
El escándalo por filtración y alteración de datos en la AFIP es una controversia y causa judicial argentina iniciada en 2016 que tiene como imputados al titular de la Administración Federal de Ingresos Públicos (AFIP), Alberto Abad diputados como Margarita Stolbizer, Elisa Carrio y funcionarios de diversas dependencias públicas. 

El expediente demuestra que habría sido obligado a ingresar a distintos sistemas del organismo —tales como eFisco, Cuentas Tributarias, Red Fiscal, Mis Facilidades y Mis aportes—, para extraer información de declaraciones juradas, movimientos bancarios y consumos de tarjeta de crédito, entre otras operaciones, sin que hubiere un expediente administrativo y/o fiscalizaciones en trámite que lo habiliten. 

Paralelamente la investigación reveló presuntas maniobras fraudulentas para favorecer a varias empresas entre ellas IECSA que se encontraba investigada por insolvencia fiscal fraudulenta y el Grupo Murata que facturaba para el Gobierno de la ciudad de Buenos Aires y sobre la cual pesaba una investigación por presunta estafa por 400 millones de pesos.

## Desarrollo
Durante el primer año de gobierno de Mauricio Macri diferentes medios alertaron la alteración y filtración de datos en la AFIP. En el marco de una investigación por «filtración» en AFIP de datos secretos con fines políticos, en una causa que involucra a un grupo de funcionarios de la AFIP por «filtrar» información confidencial sobre contribuyentes, con objetivos políticos. A su vez, se denunció que se están borrando pruebas en AFIP que involucran a políticos de la alianza Cambiemos. Eduardo Taiano, denunció la confección de «dossiers» de personalidades influyentes que eran luego utilizados en causas judiciales o ventilados en los medios de comunicación. Inclusive, en la causa se pide investigar si Abad y Mecicovsky ayudaron a la empresa IECSA, del primo del presidente Mauricio Macri, Ángelo Calcaterra, para «readecuarse» ante una posible «insolvencia fiscal fraudulenta».
Inclusive, en la causa se investiga si Abad y Mecicovsky ayudaron a la empresa IECSA, del primo del presidente Mauricio Macri, Ángelo Calcaterra, para "readecuarse" ante una posible "insolvencia fiscal fraudulenta". según el fiscal con el aval de Castagnola y Abad, Mecikovsky asesoró para ocultar y readecuar el caso de la empresa IECSA, que habría incurrido en insolvencia fiscal fraudulenta. En marzo de 2016 Alberto Abad, titular de la Administración Federal de Ingresos Públicos (AFIP), y la diputada de Cambiemos, Elisa Carrió, fueron imputados por la Justicia Federal por el "violación de secreto" del organismo recaudador, que utilizaron con fines propagandísticos durante la campaña electoral que concluyó con Macri presidente por ser parte de una presunta 'task force' funcionando en AFIP para recopilar datos de los funcionarios del Gobierno anterior y otras personalidades.
Días después en la causa en la cual ya estaba imputada la diputada Elisa Carrió fue incluida Margarita Stolbizer, y su principal asesora y abogada, Silvina Martínez. Martinez, principal asesora de Stolbizer ya se encontraba investigada por otra causa por delitos de "incumplimiento de deberes de funcionario público y falso testimonio, y por distintas irregularidades ocurridas cuando se desempeñaba como directora del Registro Nacional de Sociedades de la IGJ. Tres meses después el escándalo abarcó otra denuncia paralela contra Margarita Stolbizer, su abogada Silvina Martínez y el juez federal Claudio Bonadío, por los delitos tráfico ilícito de información, falsa denuncia, estafa procesal y tentativa de privación ilegítima de la libertad.
Según la investigación judicial, Alberto Abad, en supuesta connivencia con la diputada Elisa Carrió para pasarle información privilegiada del propio organismo recaudador y así elaborar «carpetas» con información sensible de rivales del gobierno, desde Cambiemos habrían utilizado información protegida por el secreto fiscal para elaborar informes que luego eran filtrados a Carrió con el fin de realizar denuncias periodísticas. Así, declaraciones juradas, movimientos bancarios, gastos de tarjetas de crédito, entre otros, quedaban bajo la posibilidad de ser divulgados, que fueron utilizados para la campaña electoral de Mauricio Macri, a través de una fuerza especial dentro de AFIP para recopilar datos de sus «enemigos». El fiscal Eduardo Taiano imputó al jefe de la AFIP, designado por Mauricio Macri por el delito de violación de secreto junto con la aliada de Cambiemos, Elisa Carrió. al administrador general, Abad; al titular de la Dirección General Impositiva, Horacio Castagnola; a Mecikovsky en su rol de subdirector general de Operaciones Impositivas del Interior; y a funcionarios de ese organismo. Entre ellos se menciona a Liliana Graciela Chimenti (abogada, exagente judicial en jurisdicción de la Agencia Nº 8 de la Dirección Regional Centro); al agente Miguel Ángel Rifici; Diego Sparsa (director regional de la Dirección Regional San Juan); y Clotilde Silvana Sinatra, asesora de la AFIP.
Alberto abad había sido designado jefe de la AFIP el 14 de diciembre de 2015, por Mauricio Macri.
La causa se inició el 14 de abril de 2016, aunque recién tomó estado público luego de la imputación formulada por el fiscal Eduardo Taiano contra toda la cúpula del organismo recaudador. Denunciada por el abogado Alejandro Sánchez Kalbermatten, postuló que existió una posible "asociación ilícita" y el delito de "enriquecimiento ilícito" donde funcionarios de la AFIP estarían asesorando y trabajando en paralelo en la actividad privada, y a su vez en la función pública como Contador en Off y abogado de Grupos de Empresas, disponiendo de información privilegiada". En ese marco, la denuncia agrega que se habrían otorgado "favores económicos", y que se habrían "cobrado jugosas comisiones haciendo un uso y abuso de información que posee la AFIP para armar carpetas de clientes y llevarlos a su estudio contable jurídico en off". Puntualmente, se ejemplificó la maniobra con el Grupo Murata (dedicado a seguridad privada) que le facturó al Gobierno porteño y omitió una declaración de ventas por parte de la UTE que prestó esos servicios. Un mes después se amplió la denuncia contra  líder del GEN, Margarita Stolbizer, y su principal asesora y abogada, Silvina Martínez entre las presuntas víctimas de los carpetazos incluían al Presidente de la Corte Suprema de justicia Ricardo Lorenzetti, los jueces Ariel Lijo, Rodolfo Canicoba Corral, Julián Ercolini y los camaristas Eduardo Farah y Jorge Ballestero, exfuncionarios kirchneristas, al extitular del Banco Central Alejandro Vanoli, al empresario Cristóbal López y Juliana Awada entre otros. Tras ser imputado  Abad reunió a todos los subdirectores nacionales a quienes intentó llevar "tranquilidad" y que "está todo controlado "que bajo Línea" a la justicia, diversos medios calificaron la maniobra como embestida de Elisa Carrió contra los jueces federales y, en especial, sobre el presidente de la Corte, Ricardo Lorenzetti, una de las primeras víctimas.